# Tāzehābād (ort i Kurdistan, lat 36,28, long 47,04)
Tāzehābād (persiska: تازه آباد, Tāzehābād-e Marān, تازِهابادِ مَران) är en ort i Iran.   Den ligger i provinsen Kurdistan, i den nordvästra delen av landet, 400 km väster om huvudstaden Teheran. Tāzehābād ligger 2 251 meter över havet och antalet invånare är 149.
Terrängen runt Tāzehābād är kuperad åt nordost, men åt sydväst är den platt. Runt Tāzehābād är det ganska glesbefolkat, med 28 invånare per kvadratkilometer. Närmaste större samhälle är Takāb, 15,6 km nordost om Tāzehābād. Trakten runt Tāzehābād består i huvudsak av gräsmarker.